# UFC Fight Night: Chiesa vs. Lee
UFC Fight Night: Chiesa vs. Lee, noto anche come UFC Fight Night 112, è stato un evento di arti marziali miste tenuto dalla Ultimate Fighting Championship il 25 giugno 2017 alla Chesapeake Energy Arena di Oklahoma City, negli Stati Uniti.
È stato il secondo evento UFC nella città dell'Oklahoma, dopo UFC Fight Night 19 nel settembre 2009.

## Risultati
|                                   | Divisione             |                 |                 |                     | Metodo                                         | Round           | Tempo           | Premio          |
| Card Principale                   | Card Principale       | Card Principale | Card Principale | Card Principale     | Card Principale                                | Card Principale | Card Principale | Card Principale |
| --------------------------------- | --------------------- | --------------- | --------------- | ------------------- | ---------------------------------------------- | --------------- | --------------- | --------------- |
|                                   | Pesi leggeri          | Kevin Lee       | batte           | Michael Chiesa      | Sottomissione tecnica (rear-naked choke)       | 1               | 4:37            | POTN            |
|                                   | Catchweight (85,2 kg) | Tim Boetsch     | batte           | Johny Hendricks     | KO tecnico (calcio alla testa e pugni)         | 2               | 0:46            | POTN            |
|                                   | Pesi paglia femminili | Felice Herrig   | batte           | Justine Kish        | Decisione unanime (30-26, 30-26, 29-27)        | 3               | 5:00            |                 |
|                                   | Pesi mediomassimi     | Dominick Reyes  | batte           | Joachim Christensen | KO tecnico (pugni)                             | 1               | 0:29            | POTN            |
|                                   | Pesi welter           | Tim Means       | batte           | Alex Garcia         | Decisione unanime (29-28, 29-28, 29-28)        | 3               | 5:00            |                 |
|                                   | Pesi piuma            | Dennis Siver    | batte           | B.J. Penn           | Decisione di maggioranza (28-28, 29-28, 29-27) | 3               | 5:00            |                 |
| Card Preliminare (Fox Sports 2)   |                       |                 |                 |                     |                                                |                 |                 |                 |
|                                   | Pesi leggeri          | Clay Guida      | batte           | Erik Koch           | Decisione unanime (29-28, 29-26, 30-26)        | 3               | 5:00            |                 |
|                                   | Pesi medi             | Marvin Vettori  | batte           | Vitor Miranda       | Decisione unanime (29-28, 30-27, 30-27)        | 3               | 5:00            |                 |
|                                   | Pesi paglia femminili | Carla Esparza   | batte           | Maryna Moroz        | Decisione unanime (30-27, 29-28, 29-28)        | 3               | 5:00            |                 |
|                                   | Pesi leggeri          | Darrell Horcher | batte           | Devin Powell        | Decisione non unanime (29-28, 28-29, 29-28)    | 3               | 5:00            |                 |
| Card Preliminare (UFC Fight Pass) |                       |                 |                 |                     |                                                |                 |                 |                 |
|                                   | Catchweight (67,5 kg) | Jared Gordon    | batte           | Michel Quiñones     | KO tecnico (pugni)                             | 2               | 4:24            |                 |
|                                   | Pesi leggeri          | Tony Martin     | batte           | Johnny Case         | Decisione unanime (29-28, 29-28, 29-28)        | 3               | 5:00            |                 |
|                                   | Pesi mediomassimi     | Jeremy Kimball  | batte           | Josh Stansbury      | KO tecnico (pugni)                             | 1               | 1:21            | POTN            |

## Premi
I lottatori premiati ricevettero un bonus di 50.000 dollari.
Legenda:
- FOTN: Fight of the Night (vengono premiati entrambi gli atleti per il miglior incontro dell'evento)
- POTN: Performance of the Night (viene premiato il vincitore per la migliore performance dell'evento)